# Németszentgrót-Sóskútfalu
Németszentgrót-Sóskútfalu (németül: Gerersdorf-Sulz) község Ausztriában, Burgenlandban, a Németújvári járásban.

## Fekvése
Németújvártól 5 km-re nyugatra, a Zickenbach partján fekszik.
A kataszteri közösségek Németszentgrót, Őzgödör és Sóskútfalu.

## Története
Németszentgrótot Imre király 1193-ban kiadott oklevele említi először "Gerolt" alakban. Ebben a király megerősíti az apja által 1183-ban alapított szentgotthárdi cisztercita apátságot birtokaiban és az apátság szőlőskertjei között Geroltot is megemlíti.
1428-ban "Gyrolth", 1444-ben "Utraque Gyrolth", 1446-ban "Gyrolth et alia villa Gyrolth", 1455-ben "Gerolth" alakban említik a korabeli források. A Giroltiak, majd a Baumkircherek birtokai közt Limpach és Neusidl falvakkal együtt sorolják fel.
A Girolti család itt 1444 és 1447 között kastélyt építtetett. 1529-ben és 1532-ben elpusztította a török, ezután németekkel telepítették újra. Németszentgrót plébániáját 1789-ben alapították, a mai templomot 1810-ben építették.
Vályi András szerint "SZENT GRÓT. Geresdorf. Elegyes Mezőváros Vas Várm. földes Ura Gr. Batthyáni Uraság, lakosai katolikusok, fekszik Német-Újvárhoz 1 1/4 mértföldnyire; határja meglehetős, legelője hasznos."
Fényes Elek szerint "Szent-Grót (Német), (Gerisdorf), német falu, Vas vgyében, igen erdős és hegyes vidéken, 879 kath. lak., paroch. szentegyházzal, szép erdővel. F. u. a német-ujvári uradalom. Ut. p. Rába-Sz.-Mihály."
Vas vármegye monográfiája szerint "Német-Szent-Grót nagy község, 153 házzal és 1029 németajkú, r. kath. és ág. ev. vallású lakossal. Postája helyben van, távírója Német-Ujvár. A községben savanyúvíz-forrás van. A lakosok önsegélyező-egyletet tartanak fenn. Itt van a körjegyzőség székhelye. Egy régi kolostornak a nyomai is láthatók itt és a plebánia levéltárában ide vonatkozó okmányok is találhatók; ugyanitt érdekes, régi könyveket és krónikaszerű feljegyzéseket is őriznek."
Sóskútfalva ásványvízforrásait már a rómaiak is ismerték. Az itt talált római pénzérmék és szobortöredékek budapesti múzeumokba kerültek. A település 1361-ben még "Kapasfalua" néven tűnik fel először az írott forrásokban. 1388-ban "Kapasfalva", 1469-ban azonban már "Soskwth", 1496-ban pedig "Soskwth alio nomine Kwpasfalwa" néven szerepel. Ásványvízforrásait 1496-ban említik először. Ismert birtokosai 1541-ben Sóskuty Benedek, 1543-ban a jakabházi Sallér család, 1627-ben jakabházi Sallér István. 1636-ban gróf Batthyány Ádámnak mészégetője működött itt. 1815-ben gróf Festetics Györgyné született jakabházi Sallér Judit kastélyt építtetett ide. A szép park közepén emelkedő kastély egykor számos híres fürdővendégnek adott otthont. 1817-ben megnyílt a fürdő is a nagyközönség előtt. Ásványvízét 1825-ben elemezték először. 1905-ben ásványvízpalackozó üzemet alapítottak itt és a vizet az egész monarchia területére szállították. A fürdőélet lendülete az első világháború után alábbhagyott és a település egyszerű faluvá süllyedt. Az ásványvizet 1956 után az ekkor alapított németújvári Güssinger Mineralwasser AG palackozza és szállítja.
Vályi András szerint "SÓSKÚT. Vas Várm. földes Urai több Uraságok, lakosai katolikusok, fekszik Német Sz. Gróthoz közel, mellynek filiája; határja szoros, és közép termésű."
Fényes Elek szerint "Sóskut, német falu, Vas vmegyében, a németujvári uradalomban, 200 kath. lak., és mészégetéssel. Ut. p. Szombathely. A falu mellett egy gyönyörü regényes völgyben van 2 savanyuviz forrása és fördőintézete, melly erősen látogattatik. Használ ez ásványviz a tüdő, gége, vizellethólyag, és bélnyálkásságban, köszvényben, májdugulásban, aranyérben."
Vas vármegye monográfiája szerint "Sóskut, kis fürdőhely, ásványvízforrással. Házszám 80, lélekszám 508. Lakosai horvát- és németajkúak, vallásuk r. kath. és ág. ev. Postája Német-Szt.-Gróth, távírója Német-Ujvár. Fürdője már a rómaiak korában ismeretes volt. Itt van Festetich Judit grófnő régi kastélya, továbbá a község határában kőbánya és mészégetők. A lakosok olvasókört tartanak fenn. A 16. században már református temploma volt."
1910-ben Németszentgrótnak 917, túlnyomórészt német, Sóskútfalunak 507, többségben német lakosa volt, jelentős horvát kisebbséggel. 1921-ig Vas vármegye Németújvári járásához tartozott. A trianoni békeszerződés mindkét települést Ausztriához csatolta. A második világháború alatt Sóskútfalu kastélya hadikórházként működött. 1971-ben Németszentgrótot, Sóskútfalut és Őzgödört egy községben egyesítették.

## Nevezetességei
- Németszentgrót Szent Márton tiszteletére szentelt római katolikus plébániatemploma 1810-ben épült.
- Szent Mátyás apostol tiszteletére szentelt útikápolna Németszentgróton.
- Németszentgrót falumúzeuma, ahol 18. és 19. századi eredeti parasztházak láthatók. A múzeum 1973-ban egy 18. század elejéről származó dél-burgenlandi lakóház és egy hegyi pince áttelepítésével jött létre. Három évvel később már féltucat népi építménnyel nyílt meg a látogatók előtt. A kis falu ma több mint 30 kisebb-nagyobb épületet, egyebek közt lakóházat, pajtát, présházat, kovácsműhelyt, kamrát és haranglábat foglal magába. Ma Burgenland legnagyobb falumúzeuma.
- A sóskútfalvi Festetics-kastélyt 1815-ben gróf Festetics Györgyné született jakabházi Sallér Judit építtette klasszicista stílusban.
- Sóskútfalu ásványvízforrása. Az ásványvizet 1956-tól után az ekkor alapított németújvári Güssinger Mineralwasser AG palackozza és forgalmazza.